# キュン死に寸前!
『キュン死に寸前!』（キュンじにすんぜん!）は、北別府ニカによる漫画部分と、八雲あゆによる文章部分から成るコラムページ。パソコン雑誌『週刊アスキー』（アスキー・メディアワークス）にて連載された。

## 概要
『週刊アスキー』にて、2007年3月6日号から2008年7月15日号まで連載された。ただし初回は山崎浩一が担当し、北別府と八雲による体制になるのはその次の回（2007年3月13日号）からである。同誌の読者に、ボーイズラブや漫画同人の世界を紹介する。特に漫画部分は、作者の趣味や好きな作品を語る内容も多く、個人的なエッセイ漫画の側面もある。

## 取り上げる題材
- ボーイズラブ
- 同人誌
- 同人誌即売会
- 女装カフェなどコスプレ系飲食店
- 乙女ロード

など多数。